# Mariano Pavone
Mariano Pavone (ur. 27 maja 1982 roku w Tres Sargentos, Buenos Aires) – piłkarz argentyński występujący na pozycji napastnika. Obecnie gra w Estudiantes La Plata.
Ze względu na pochodzenie przodków posiada również obywatelstwo włoskie.

## Kariera klubowa
Swoją karierę juniorską zaczął w 1996 roku w Boca Juniors. W tym samym roku przeniósł się do zespołu juniorów Estudiantes de La Plata. W 2000 roku zadebiutował w pierwszym zespole. W debiutanckim sezonie rozegrał 2 mecze. W późniejszych latach coraz bardziej stawał się kluczowy dla swojej drużyny. Zdobył tytuł króla strzelców w 2005 roku oraz rok później jego drużyna wygrała Aperturę. W 2007 roku przeszedł do Betisu za kwotę 6,8 mln euro. Zadebiutował w meczu z Recreativo Huelva 26 sierpnia 2007 roku. W pierwszym sezonie w Primera División zagrał w 30 meczach strzelając 8 bramek. W sezonie 2008/2009 wystąpił w 20 spotkaniach (w tym 3 pucharowych), strzelając dwie bramki (w wygranych meczach z Mallorcą i Osasuną). 23 lipca 2010 Pavone odszedł do River Plate.

## Kariera reprezentacyjna
Pavone zagrał jeden mecz w reprezentacji Argentyny 18 kwietnia 2007 przeciwko Chile.